# Кастельковати
Кастельковати (итал. Castelcovati, ломб. Castelcuàt) — коммуна в Италии, в провинции Брешиа области Ломбардия.
Население составляет 5843 человека (2004), плотность населения составляет 890 чел./км². Занимает площадь 6 км². Почтовый индекс — 25030. Телефонный код — 030.
Покровителем коммуны почитается святой Антоний Великий, празднование 17 января.